# Cesare Dandini

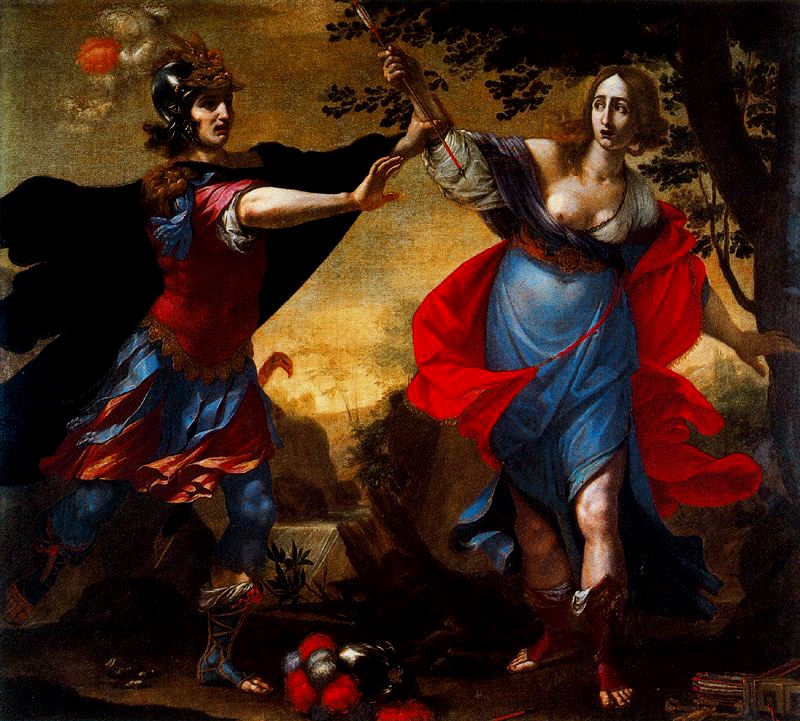
Rinaldo y Armida, Uffizi, Florencia.

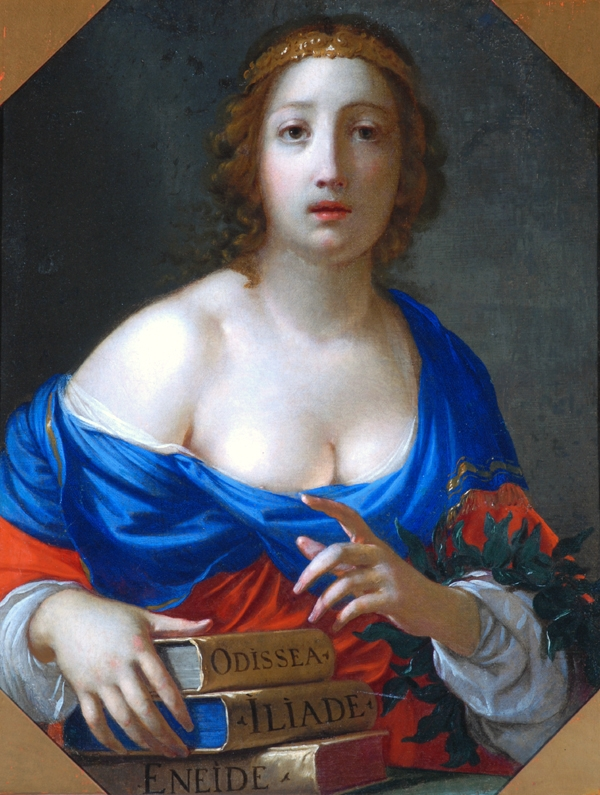
La Musa Calíope, Bowes Museum.

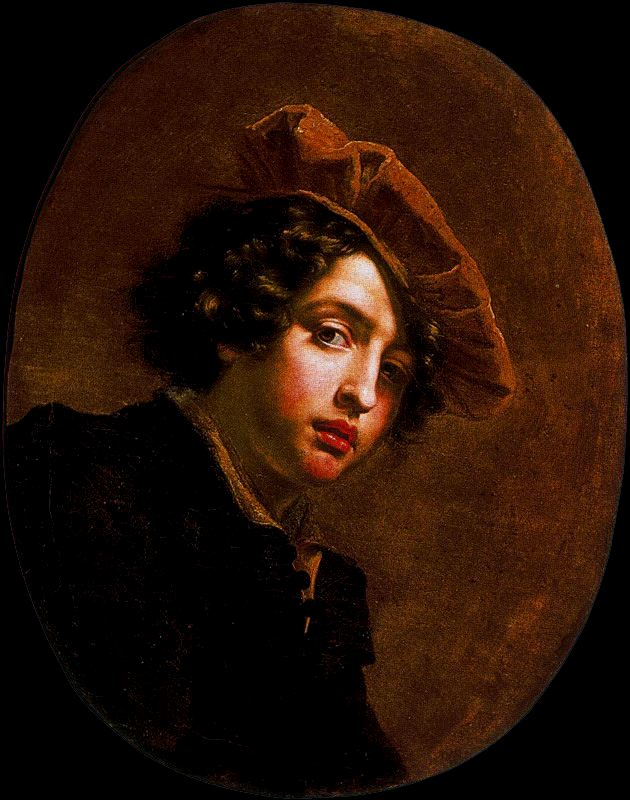
Retrato de joven, Palazzo Pitti, Florencia.

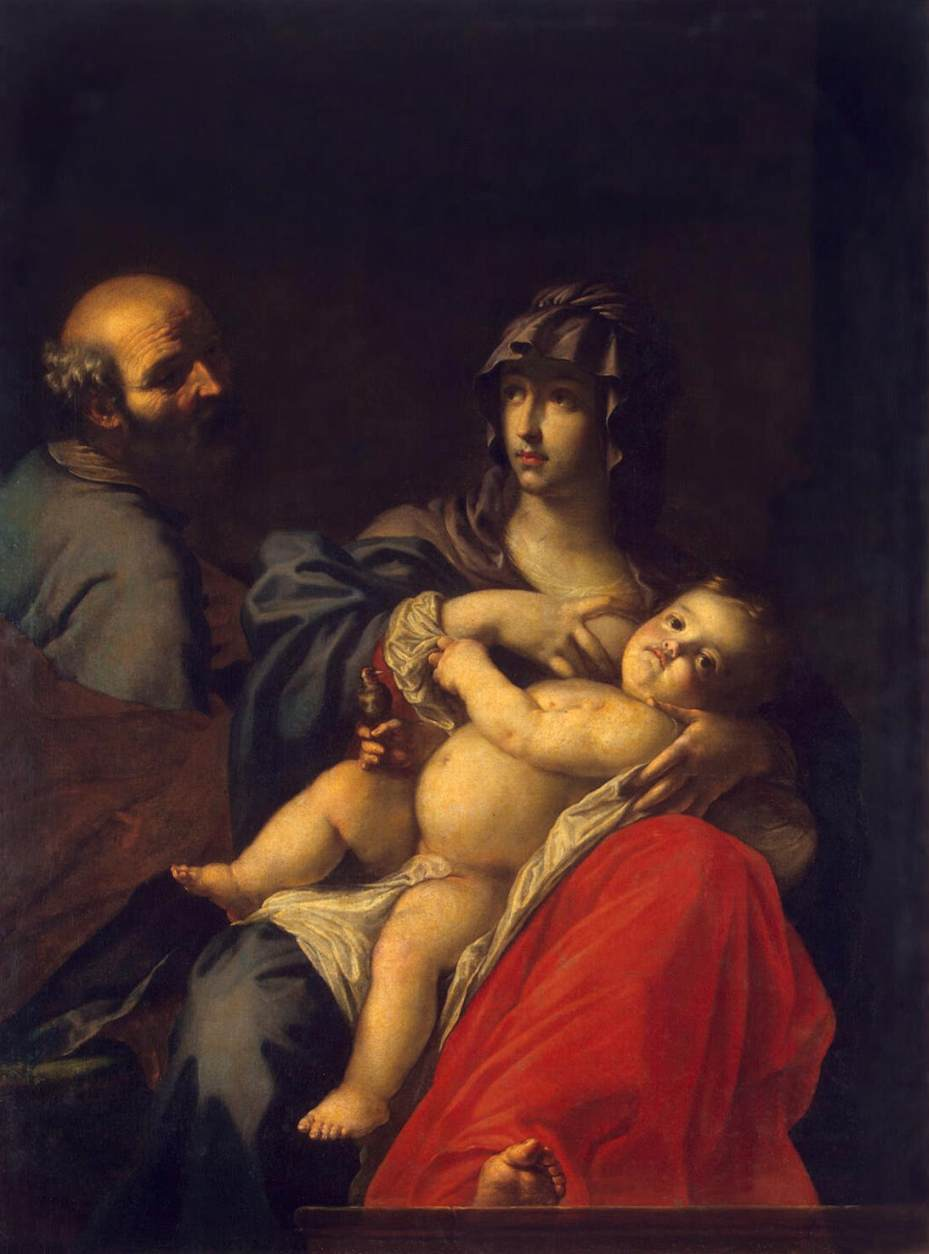
Sagrada Familia, Museo del Hermitage, San Petersburgo.

Cesare Dandini (Florencia, 1 de octubre de 1596-Florencia, 7 de febrero de 1657), fue un pintor italiano activo durante el Barroco.

## Biografía
Nacido en una familia de artistas, comenzó su formación con Francesco Curradi a edad muy temprana, para después pasar brevemente al taller de Cristofano Allori y posteriormente al de Domenico Passignano. Muchos hechos de su vida los conocemos gracias a Filippo Baldinucci, que relata cómo en su juventud Dandini era un joven de excepcional belleza, que sirvió de modelo a Curradi en numerosas Madonnas, que se sintió minusvalorado por Allori al encomendarle éste tareas indignas que el no consideró adecuadas para un artista como él.
En 1621 se inscribió en la Accademia del Disegno. Sus primeros trabajos le proporcionaron una amplia clientela, entre ellos el músico Giovanni Battista Severi y Lorenzo de' Medici. Desarrolló un estilo lleno de gracia y color, algo teatral, pero lleno de movimiento y expresividad, que provocó comparaciones con la obra de Guido Reni en Bolonia. Baldinucci define su arte como maniera vaga, una forma de combinar un atento estudio de la naturaleza aderezado con un particular sentido de la belleza y la gracia. Su estilo casa bien con el de sus compatriotas y contemporáneos Carlo Dolci y Jacopo Vignali, que son herederos de la forma de hacer que iniciaron artistas como Ludovico Cigoli, Gregorio Pagani, Jacopo da Empoli, Curradi o Passignano, y que perfeccionaron los más jóvenes Giovanni Biliverti, Matteo Rosselli y Allori que, a pesar de todo, fue el más influyente para Dandini.
Su producción incluye pequeños retratos sobre cobre, pinturas de caballete de temas religiosos y profanos, figuras alegóricas, combinando frecuentemente el retrato con la pintura de concepto. También pintó obras de gran tamaño.
En sus últimas obras incluye gestos más retóricos y solemnes en sus figuras, tal vez por influencia de las obras de Pietro da Cortona o de su paisano Baldassare Franceschini.
Otros miembros de su familia también pintores fueron su hermano Vincenzo Dandini, su sobrino Pietro, y los hijos de éste, Ottaviano y Vincenzo.
El estilo poético y elegante ejerció una fuerte influencia en la siguiente generación de pintores florentinos. Entre sus alumnos más destacados figuran Giovanni Domenico Ferrucci, Alessandro Rosi, Antonio Giusti y el grabador y dibujante Stefano della Bella.

## Obras destacadas
- Pietà (1625, Santa Annunciata, Florencia)
- Zerbino e Isabella (1631, Uffizi, Florencia)
- Virgen con santos (1631, Santa Annunziata, Florencia)
- Caridad (1634, Casino Mediceo, Florencia)
- Rinaldo y Armida (1635, Uffizi, Florencia)
- Caridad (Metropolitan Museum, New York)
- San Miguel arcángel (Colección privada, Florencia)
- Mitrídates (Colección Piselli, Florencia)
- Autorretrato (Colección Luzetti)
- Retrato de muchacha (Palazzo Pitti, Florencia)
- Retrato de anciano (Palazzo Pitti, Florencia)
- San Lucas pintor (Palazzo Pitti, Florencia)
- Moisés conduce a los pastores (1635-45, National Gallery of Ireland, Dublin)
- Sagrada Familia (c. 1640, Museo del Hermitage, San Petersburgo)
- Conversión de Saulo (1646-47, abadía de Vallombrosa)
- Retrato de joven (1650, Palazzo Pitti, Florencia)
- Muerte de Cleopatra (Colección privada, Florencia)